# إردال أوزياجيلار
إردال أوزياجيلار (بالتركية: Erdal Özyağcılar) هو ممثل تركي. ولد في 4 أغسطس 1948 في إزنيق في تركيا.

## روابط خارجية
- إردال أوزياجيلار على موقع IMDb (الإنجليزية)
- إردال أوزياجيلار على موقع ألو سيني (الفرنسية)
- إردال أوزياجيلار على موقع ميوزك برينز (الإنجليزية)
- إردال أوزياجيلار على موقع ديسكوغز (الإنجليزية)
- إردال أوزياجيلار على موقع قاعدة بيانات الفيلم (الإنجليزية)
- إردال أوزياجيلار على موقع كينوبويسك (الروسية)

لا توجد روابط لمواقع التواصل الاجتماعي.